# Palliduphantes cebennicus
Palliduphantes cebennicus är en spindelart som först beskrevs av Simon 1929.  Palliduphantes cebennicus ingår i släktet Palliduphantes och familjen täckvävarspindlar.
Artens utbredningsområde är Frankrike. Inga underarter finns listade i Catalogue of Life.